# Stegolepis ferruginea
Stegolepis ferruginea là một loài thực vật có hoa trong họ Rapateaceae. Loài này được Baker mô tả khoa học đầu tiên năm 1882.